# Claudius Claudianus
Claudius Claudianus mà trong tiếng Anh thường gọi là Claudian (370 – 404), là một nhà thơ Latinh phụng sự trong triều của Hoàng đế Tây La Mã Honorius tại Mediolanum (này là Milan nước Ý) và đặc biệt là mối quan hệ thân thiết với tướng Stilicho. Các tác phẩm do ông viết hầu như toàn là thể thơ sáu âm tiết hoặc đôi câu bi thương, thường thuộc vào ba loại chính gồm những bài thơ đề tặng cho Honorius và Stilicho cùng một thiên sử thi thần thoại.

## Tiểu sử
Claudianus sinh trưởng tại Alexandria, Ai Cập. Ông đến Roma khoảng trước năm 395, và để lại dấu ấn bằng một bài điếu văn ca ngợi hai người bảo trợ trẻ tuổi của mình là Probinus và Olybrius, vì thế mà trở thành thi sĩ trong triều. Ông đã viết một số bài thơ tán tụng chức chấp chính quan của hai người bảo trợ mình cùng những bài thơ ca ngợi những chiến công của Stilicho, đồng thời ra sức thóa mạ, đả kích những kẻ đối nghịch với Stilicho ở triều đình phía Đông của Hoàng đế Arcadius.
Từ đó mà tên tuổi của ông vang danh đến mức được triều đình phong tặng danh hiệu vir illustris. Được Viện nguyên lão La Mã tôn vinh và cho dựng tượng ở Quảng trường La Mã vào năm 400. Thậm chí ngay cả vợ của Stilicho là Serena còn hứa sẽ kiếm một người vợ giàu có cho ông.
Vì không có bài thơ nào của Claudianus ghi lại những thành tựu của Stilicho kể từ sau năm 404, các học giả cho rằng có thể Claudianus mất vì bệnh vào năm đó tại Roma.

## Ảnh hưởng
Mặc dù là dân Hy Lạp bản xứ, Claudianus được xem là một trong những nhà thơ viết bằng tiếng Latinh hay nhất cuối thời cổ đại. Ông thường không được xếp hạng trong số các nhà thơ Latinh kiệt xuất nhất nhưng tác phẩm của ông khá tao nhã, nhất là biệt tài khéo kể chuyện và các đoạn văn bút chiến của ông đôi khi đạt đến độ vô đối của thuật đả kích. Nền văn học ở thời đại ông thường được đặc trưng bởi phẩm chất của các nhà phê bình hiện đại thích kiểu cách, thứ mà trong tác phẩm của ông chẳng chút gì phóng khoáng, đôi lúc nhạt nhẽo và vô cảm.
Thơ của Claudianus là một nguồn sử liệu có giá trị, mặc dù bị bóp méo bởi những quy ước của văn tán tụng. Những bài thơ mang tính chính trị và lịch sử có quan hệ với Stilicho được gói gọn trong những bản thảo truyền miệng riêng biệt từ số tác phẩm còn lại của ông, một dấu hiệu cho thấy có thể chúng đã được chính Stilicho xuất bản thành một bộ thi tập riêng sau khi Claudianus mất.
Tác phẩm phi chính trị quan trọng nhất của ông là một thiên sử thi chưa hoàn thành với tên gọi De raptu Proserpinae (Vụ bắt cóc nàng Proserpina). Bộ ba tập của thiên sử thi hiện còn tồn tại tới nay được cho là do nhà thơ viết vào khoảng năm 395 và 397. Vào thế kỷ 20 và đầu thế kỷ 21, tuy Claudianus không còn là một trong những nhà thơ La tinh nổi tiếng nhất thời cổ đại, nhưng kiệt tác De raptu Proserpinae của ông đã ảnh hưởng đến nền hội họa và thi ca trong nhiều thế kỷ trước.

## Thi phẩm

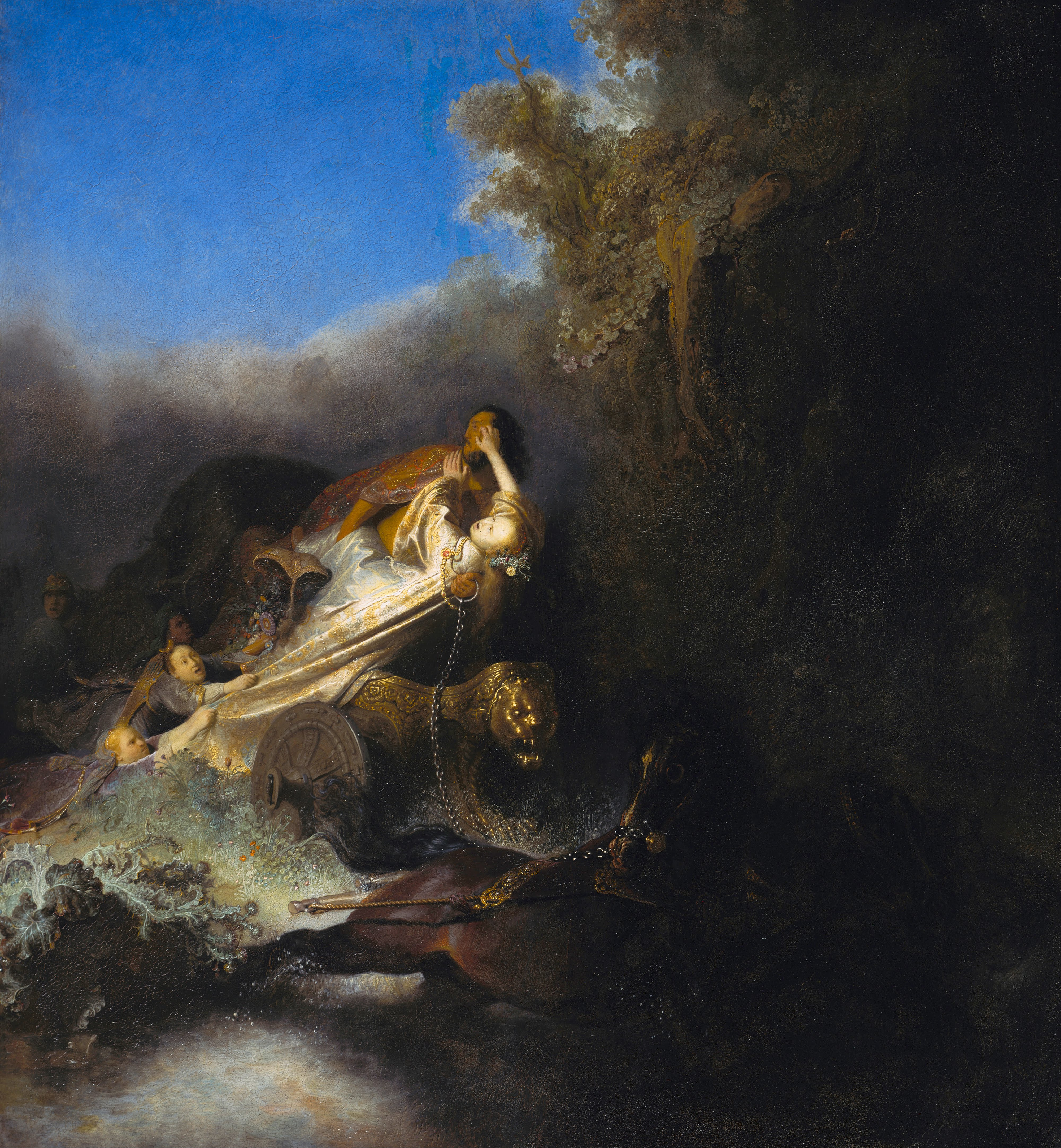
Tranh Vụ bắt cóc nàng Proserpina (khoảng năm 1631) do Rembrandt vẽ chịu ảnh hưởng từ thiên sử thi De raptu Proserpinae của Claudius

- Panegyricus dictus Probino et Olybrio consulibus
- De raptu Proserpinae (thiên sử thi chưa hoàn thành, trọn bộ 3 tập)
- In Rufinum ("Chống Rufinus")
- De Bello Gildonico ("Về Loạn Gildonic")
- In Eutropium ("Chống Eutropius")
- Fescennina / Epithalamium de Nuptiis Honorii Augusti
- Panegyricus de Tertio Consulatu Honorii Augusti
- Panegyricus de Quarto Consulatu Honorii Augusti
- Panegyricus de Consulatu Flavii Manlii Theodori
- De Consulatu Stilichonis
- Panegyricus de Sexto Consulatu Honorii Augusti
- De Bello Gothico ("Về Cuộc chiến xứ Goth" of 402-403)
- Lesser poems: Phoenix, Epithalamium Palladio et Celerinae; de Magnete; de Crystallo cui aqua inerat

## Bản dịch
- Dewar, Michael, editor and translator. Claudian Panegyricus de Sexto Consulatu Honorii Augusti (Oxford Clarendon Press, 1996).
- Slavitt, David R., translator. Broken Columns: Two Roman Epic Fragments: The Achilleid of Publius Papinius Statius and The Rape of Proserpine of Claudius Claudianus, with an Afterword by David Konstan (Philadelphia: University of Pennsylvania Press, 1997).
- Baier, Thomas and Anne Friedrich, Claudianus. Der Raub der Proserpina, ấn bản, dịch và chú thích (Darmstadt: WBG (Wissenschaftliche Buchgesellschaft), 2009), Edition Antike.